# 리윈디

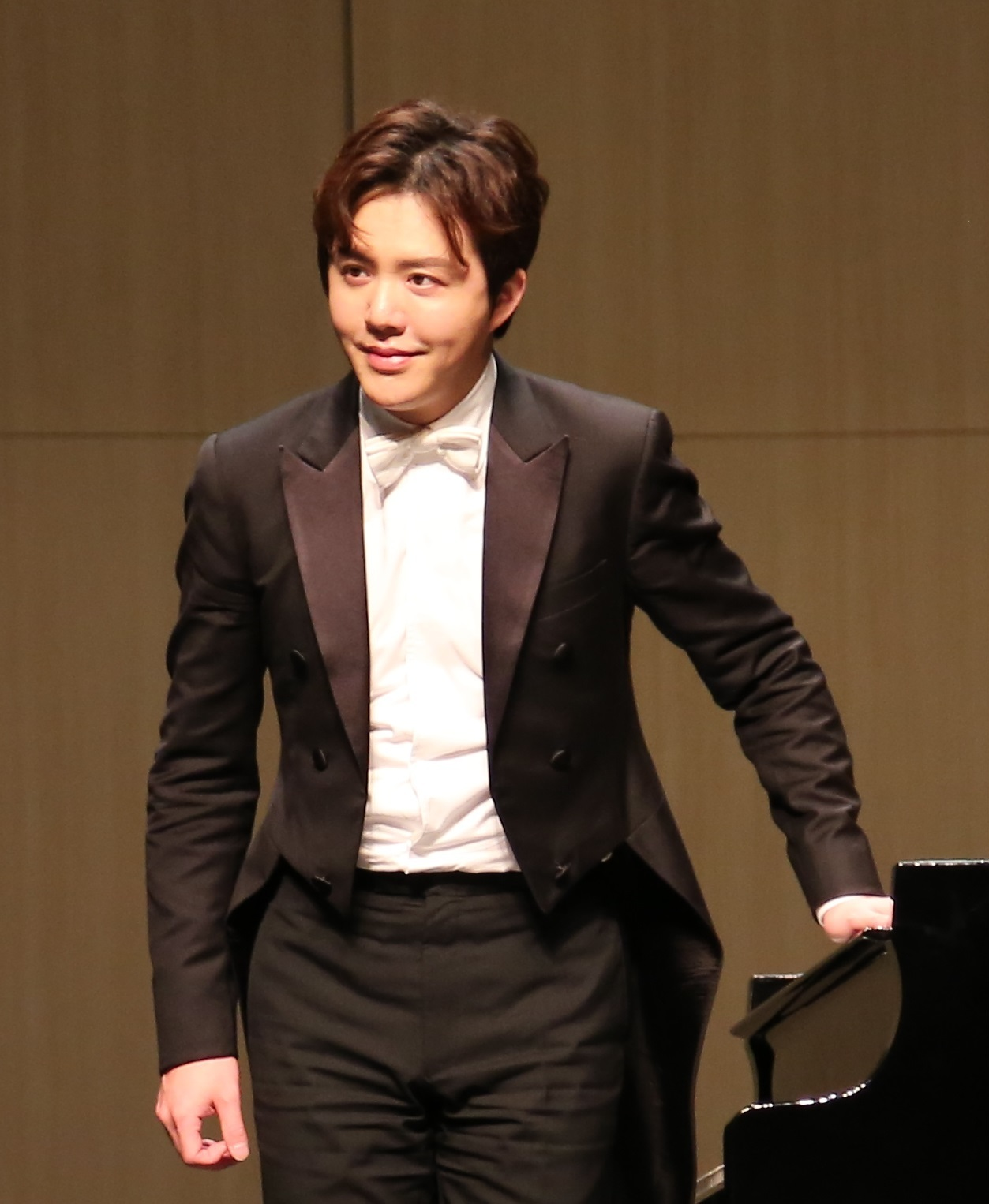

리윈디(중국어 간체자: 李云迪, 정체자: 李雲迪, 병음: Lǐ Yúndí, 한자음: 이운적, 1982년 10월 7일 ~ )는 중국의 클래식 피아니스트이다. 2010년 EMI로 옮기면서 윈디(Yundi)로 개명했다. 그는 18세였던 2000년 쇼팽 국제 피아노 콩쿠르에서 우승하여 이 대회 최연소 우승자가 된 것으로 유명하다. 현재 홍콩에 거주하고 있다.

## 학력
- 쓰촨음악원 부속중학교(1994)
- 센젠예술학교(1995~2001)
- 하노버 음악연극미디어대학교(2002~2006)

## 유년기
리윈디는 중국 쓰촨성 충칭에서 태어났다. 아버지 리촨과 어머니 장샤오루는 모두 쓰촨성 충칭 철강 그룹에서 근무했다. 음악적 내력이 없는 가정에서 태어났지만, 리윈디는 일찍부터 음악을 접했다. 그가 3살 때 쇼핑몰에서 아코디언을 연주하는 사람에게 매료되어 자리를 떠나려 하지 않는 것을 본 그의 아버지는 그에게 아코디언을 안겨 주었다. 그는 중국의 음대 교수인 탄젠민에게 배워, 4살 때 아코디언을 마스터했다. 그로부터 1년 후 그는 충칭 어린이 아코디언 대회에서 1위를 했다.
리윈디는 7살 때부터 피아노를 배우기 시작했다. 2년 후, 그의 피아노 선생님은 그를 중국에서 손꼽히는 피아노 교사였단 단자오이에게 소개했고 리윈디는 그에게 9년간 수학했다.

## 수상
- 베이징 어린이 피아노 콩쿠르(1994)
- 스트라빈스키 국제 유스 콩쿠르 1위(1995)
- 미주리 남부 국제 피아노 콩쿠르(청소년 부문) 3위(1998)
- 국제 프란츠 리스트 피아노 콩쿠르 3위(1999)
- 지나 바샤우어 영 아티스트 국제 피아노 콩쿠르 1위(1999)
- 제2회 중국 국제 피아노 콩쿠르 3위(1999)
- 제14회 쇼팽 국제 피아노 콩쿠르 1위, 폴로네이즈상(심사위원들의 만장일치 우승이고, 중국 최초이며, 현재까지 역대 최연소 우승이다)(2000)

- 에코 클래식상(올해의 독주 음반/리스트 연주회로 수상)(2003)

- 그라모폰지 편집장의 선택 이 달의 음반 - 쇼팽, 리스트 피아노 협주곡(2007년 3월)
- 그라모폰지 편집장의 선택 이 달의 음반 - 프로코피예프, 라벨 피아노 협주곡(2008년 5월)
- 글로리아 아르티스 은메달(2010)
- 글로리아 아르티스 금메달(2019)

## 경력
리윈디의 데뷔 공연은 2003년 6월 미국의 카네기 홀에서 열린 스타인웨이 창립 150주년 기념 갈라 행사의 연주자 중 한 명으로 참여한 것이었다. 7월에는 쇼팽 피아노 협주곡 1번으로 미국에서의 협주곡 데뷔 무대를 가졌다. 주미중국대사는 리윈디의 미국 방문을 환영하는 특별 환영 행사를 대사관저에서 열었으며, 여러 미국 국무부 관리들의 참석 하에 리윈디가 피아노를 연주하였다.
리윈디는 독일의 고전 음악 전문 레이블인 도이체 그라모폰과 2001년 4월 독점 계약을 맺고 2008년 11월까지 음반 활동을 하였다. 2003년 8월 발매된 그의 두 번째 리스트 연주 음반은 뉴욕 타임스로부터 “올해 최고의 CD”라는 평가를 받았으며. 쇼팽의 4개 스케르초와 3개 즉흥곡으로 구성된 그의 세 번째 음반은 2004년 말 발매되었다. 그는 도이치 그라모폰을 통해 2012년 말 베토벤 소나타 음반을 발매할 예정이었다. 그는 비엔나의 유명한 무지크페라인 콘서트 홀에서 연주회를 갖고 모차르트, 스카를라티, 슈만, 리스트의 곡을 연주하였다.
리윈디는 2006년 11월 우수 인재 이민 정책(QMAS)의 최초 수혜자 집단 중 한 명으로서 홍콩 영주권을 얻었다.
리윈디는 2008년 중국인 최초로 베를린 필하모닉 오케스트라와 음반을 녹음하였고, “The Young Romantic: Yundi Li” 제하의 장편 다큐멘터리의 주인공으로 다루어졌다. 같은 해 그는 배턴루지 교향악단이 정기적으로 유명 연주자를 초청해 협연하는 “Pennington Great Performers”에도 초청되어 연주하였다.
2010년 1월 리윈디는 EMI 클래식과 독점 계약을 맺고 쇼팽의 독주곡 전체의 녹음을 계획하였다.
리윈디는 2010년 3월 16일 런던의 로열 페스티벌 홀에서 단독 연주회를 가졌다. 이 연주회에서 그는 쇼팽의 레퍼토리들을 연주하였으며, 전 객석이 매진되었다.
2015년 제17회 쇼팽 콩쿠르에 심사위원으로 초청되었으며, 이로써 이 콩쿠르에서 역대 최연소 심사위원이 되었다.

## 음반
- 앙코르(2003/일본 한정반)
- 쇼팽 연주회(CD,DVD반)(2003)
- 리스트 연주회(2003)
- 쇼팽 스케르초와 즉흥곡(CD,DVD반/DVD반은 [3개의 에코세즈 작품번호 72]과 [폴로네이즈 작품번호 40의 1번]이 추가되었다)(2004)
- 빈 연주회(2005)
- 쇼팽, 리스트 피아노 협주곡(일본반엔 [해바라기]가 추가되었다)(2007)
- 프로코피예프, 라벨 피아노 협주곡(2008)
- 쇼팽 녹턴 전곡(CD,DVD반)(2010)
- 베이징 실황(CD,DVD반)(2011)
- 빨간 피아노(CD,DVD반/DVD반엔 [의용군 행진]이 빠져있다)(2012)
- 베토벤 소나타(비창,달빛,열정)(CD,DVD반/DVD반은 일본 한정반)(2012)
- 윈디의 예술(2013)
- 베토벤 피아노 협주곡 5번, 슈만 환상곡(CD,DVD반/DVD반은 일본 한정반)(2014)
- 쇼팽 전주곡(2015)
- 쇼팽 발라드, 자장가, 마주르카 작품번호 17(2016)

## 영상물
- 바덴바덴 실황(DVD/2005)
- 젊은 낭만주의자 : 리윈디의 초상(DVD/2010)